# イスラーム革命評議会

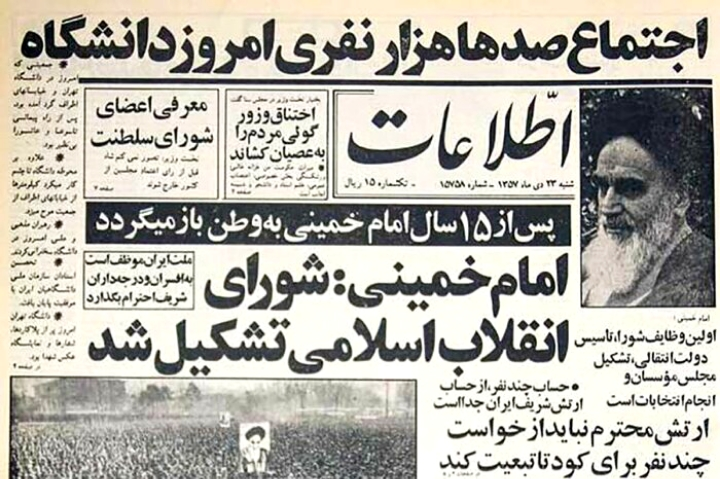
「イスラム革命評議会設立される」エテラアート紙

イスラーム革命評議会（ペルシア語: شورای انقلاب اسلامی; Shourā-ye Enqelāb-e Eslāmī）は、イラン・イスラーム革命遂行のため、革命指導者アーヤトッラー・ルーホッラー・ホメイニーが自身の帰国直前に当たる1979年1月12日に組織した合議体。

## 概要
「数ヶ月、看護師の給料から銀行国有化にいたる何百もの決定と法律はこの評議会から出された」と評されるように、革命遂行とイスラーム共和国体制の設立に向けて中心的役割を担った。また、評議会中核メンバーを中心に1979年2月18日、イスラーム共和党も設立されている。革命評議会は1979年2月4日、暫定政権を立ち上げ、評議会員のひとりメフディー・バーザルガーンを首班として推薦、ホメイニーはこれを承認した。行政府としての暫定政権成立により、評議会は行政を分離して立法府的役割を果たしたが、バーザルガーンをはじめ暫定政権の主要閣僚は評議会出身者で占められており、「二重政府」と評された。それにもかかわらず暫定政府と、イスラーム共和党主導で政府から独立した活動をおこなう評議会とのあいだではたびたび軋轢が生じているが、これはイスラーム共和党による政権掌握と非イスラーム共和党諸派の排斥と軌を一にするものである。圧力に屈した暫定政府がイランアメリカ大使館人質事件発生により総辞職すると行政も担い、公式に政府として機能し、イスラーム共和制の確立に邁進することになる。革命評議会のもとで憲法草案の起草とこれに伴う国民投票、さらに議会選挙などが実施され、1980年8月12日にイスラーム共和国第1議会が招集されると、その役割を終えた。革命体制が不安定であった初期には安全上の理由から存在が秘匿されており、成員と組織のあり方についても1980年前半まで公開されていなかった。

## 革命評議会の設置と構成

### 設置
1979年、デモ運動の高まりとともに「イスラーム革命評議会」設立構想が提起された。同構想はモルタザー・モタッハリーがパリに赴いた際にホメイニーに伝えられ、その了解を得てモタッハリーの帰着後に組織された。1979年1月22日、ホメイニーは革命評議会設立を表明し、次のように述べている。
| 「 | シャリーアの権利とイラン国民の圧倒的多数の表明する我らへの信任に基づき、国民のイスラーム的諸目的達成に向けて、評議会——その名をイスラーム革命評議会とし、有能で、ムスリムであり、義務を負い、信頼できるの人々から構成される——を一時的に任命し、その活動を始めたい。構成員については、早期に適切な時期を見極めて紹介したい。この評議会は決定された命令の遂行に責任を負うことが明記され、暫定政府の設立について調査・検討し、その基礎的条件が成し遂げられるまで活動する。 | 」 |

アクバル・ハーシェミー・ラフサンジャーニーはモタッハリーの役割と関連して、次のように記している。
| 「 | 本来、イマームが彼らのために言葉を発されるので、我らの模範は彼らであった。我らはイマームの助言のほとんどは彼らから聞かなければならなかった……彼らは、我らより多く思想的問題を実践にいたるまで討議し、過去において全てそのようであったし、イスラーム革命評議会もそのようであった。当時、我らの社会に存在し、騒音も強かった思想的逸脱の諸問題について注意深く取り扱った。そして革命評議会にこのような問題の傾向はなかった。 | 」 |

### 構成
革命評議会はホメイニーに近いウラマー7名、世俗の反体制派7名、治安部隊代表者2名から構成された。以下はハーシェミー・ラフサンジャーニーの記録などによる。
ホメイニーはモハンマド・ベヘシュティー、モタッハリー、ハーシェミー・ラフサンジャーニー、モハンマドジャヴァード・バーホナル、アブドルキャリーム・ムーサヴィー・アルダビーリーを中核的メンバーとして指名。中核メンバー5名の討議により全員一致で、マフムード・ターレガーニー、アリー・ハーメネイー、モハンマドレザー・マフダヴィー・キャニー、アフマド・サドル・ハーッジ・セイイェド・ジャヴァーディー、バーザルガーン、ヤドッラー・サハービー、モスタファー・キャティーラーイー、モハンマドヴァリー・ガラニー、アリーアスガル・マスウーディーを残余の評議会員とし、この体制で革命を戦うことになる。
革命が勝利して暫定政権を成立させると、暫定首相となったバーザルガーンをはじめヤドッラー・サハービー、キャティーラーイー、ハーッジセイイェド・ジャヴァーディー、ガラニーが政府および軍に異動。その欠員を埋めるため、
ハサン・ハビービー、エッザトッラー・サハービー、アッバース・シェイバーニー、アボルハサン・バニーサドル、サーデグ・ゴトブザーデを選出して革命評議会員としている。のちにモタッハリーが暗殺されると、さらにミール・ホセイン・ムーサヴィー、アフマド・ジャラーリー、ハビーボッラー・ペイマーンが補充される一方、マスウーディーが行政府へ異動している。
その他逐次的に構成員に変動が見られ、解散時に評議会員であったのは、ベヘシュティー、ハーメネイー、ムーサヴィー・アルダビーリー、バーホナル、ハーシェミー・ラフサンジャーニー、ハビービー、シェイバーニー、バーザルガーン、エッザトッラー・サハービー、ゴトブザーデ、アリーアクバル・モイーンファル、バニーサドルである。

### 議長
初代評議会議長はモルテザー・モタッハリーであったが、1979年5月1日夜、フォルガーン団（真偽の識別団）により暗殺された。2代議長マフムード・ターレガーニーは民衆に人気のある人物であったが、ターレガーニーも同年9月9日に死去。バニーサドルが3代議長となった。バニーサドルは1980年2月、初代大統領に選任されて議長退任。
| # | 氏名                       | 写真 | 生年 - 没年     | 就任          | 退任          | 党派                       |
| - | -------------------------- | ---- | --------------- | ------------- | ------------- | -------------------------- |
| 1 | モルタザー・モタッハリー   |      | 1920年 – 1979年 | 1979年1月12日 | 1979年5月1日  | テヘランの闘うウラマー協会 |
| 2 | マフムード・ターレガーニー |      | 1911年 – 1979年 | 1979年5月1日  | 1979年9月9日  | イラン自由運動             |
| 3 | アボルハサン・バニーサドル |      | 1933年 -        | 1979年9月9日  | 1980年2月11日 | 無所属                     |

## 革命評議会の活動
ホメイニーの帰国当初、革命評議会で審議された重要な案件としては、政府の設立、国会の設立、憲法起草専門家会議の設立などがあった。
政府設立について評議会は、バーザルガーンを暫定政府首相として提案し、ホメイニーもバーザルガーンを任命している。1979年2月11日の革命成就により革命評議会と暫定政府はホメイニーの指導と人々の支持による正当性により政権を握った。
第二に諸都市において革命を防衛し反革命に対処する「イスラーム革命臨時委員会」の設置がある。マフダヴィー・キャニーがイスラーム革命中央委員会の監督として派遣された。
ほかに評議会の承認による重要な案件に、イスラム革命防衛隊規約の承認（1979年4月22日）、反革命に対する裁判・処刑を担当する革命裁判所の設置（1979年4月）、銀行国有化、左派組織への大学からの退出を求める最後通牒（1980年4月）、イスラーム革命体制についての国民投票施行、憲法草案の検討と新聞での同案の発表、地方評議会法の承認、大規模産業の国有化の認可、専門家会議規約の承認、共和国大統領選挙の施行、マジュレス（国会）議員選挙の施行などがある。
以上のように、革命後の体制確立とそれにともなう法の制定、国家機関の整備など統治体制の研究・実施が革命評議会の任務であったが、各議員間に完全な一致があったわけではない。バニーサドル、エブラーヒーム・ヤズディー、ゴトブザーデ、ターレガーニーらは民主主義政体を支持したのに対し、ホメイニー、ベヘシュティー、その他のウラマーらはムジュタヒドの解釈するシャリーアに基づく法による民選ではない評議会による政体を望んだ。モタッハリーの暗殺以降、後者のイスラーム主義的展望が優勢となり、1979年9月10日のターレガーニーの死後は圧倒的となった。

### 革命評議会政権
1979年11月4日、イランアメリカ大使館人質事件が発生。翌日、バーザルガーン暫定政権はホメイニーに辞表を提出した。革命評議会は国民に向けて重大声明を発し、憲法に関する住民投票および国会選挙、大統領選挙の施行までの限られた期間、施政担当を決定したと述べている。この声明に続いて政府が評議会に統合されるとともに評議会の構成を更新、新メンバーが選出された。行政は以下のように分掌された。
1. 教育省（英語版） - バーホナル
2. 逓信省（英語版） - ?
3. 情報省（英語版） - 未設置
4. 財務省（英語版） - アルダラーン（ペルシア語版）、バニーサドル
5. 外務省（英語版） - バニーサドル、ゴトブザーデ
6. 商務省（英語版） - レザー・サドル
7. 保健省（英語版） - ?
8. 鉱業省（英語版） - ?
9. 農業省（英語版） - アッバース・シェイバーニー
10. 法務省（英語版） - マフダヴィー・キャニー
11. 国防省（英語版） - ハーメネイー
12. 交通省（英語版） - モハンマド・ユースフ・ターヘル・ガズヴィーニー
13. 厚生社会保障省（英語版） - 未設置
14. 産業省（英語版） - モハンマド・アフマドザーデ・ハレヴィー
15. 文化高等教育省（英語版） - ハサン・ハビービー
16. イスラーム指導省（英語版） - ナーセル・ミーナーチー
17. 労動省（英語版） - ダーリユーシュ・フォロウハル
18. 内務省（英語版） - ラフサンジャーニー
19. 住宅省（英語版） - モスタファー・キャティーラーイー
20. 石油省（英語版） - アリーアクバル・モイーンファル
21. エネルギー省（英語版） - アッバース・タージ
22. 建設ジハード省（ペルシア語版） - ?

この構成で自身の活動をはじめ、比較的短期間で政治的空白の存在を克服することに成功した。評議会は1979年12月3日の憲法国民投票、続いて1980年1月-2月の共和国大統領選挙を実施、さらに1980年5月28日の議会選挙の開始にもあたっている。

## イスラーム革命評議会の終了
議会と監督者評議会、その他諸機関の活動開始にともない、革命評議会の責務とその存在の必要性は消滅した。したがって1980年7月3日、ベヘシュティーは次のように発表した。
| 「 | 革命評議会の責務は二週間以内に終了するだろう。 | 」 |

革命評議会の最後の会合は1980年7月17日に開催された。ハサン・エブラーヒーム・ハビービー革命評議会報道担当はその最後の会見で次のように述べている。
| 「 | 本日、議会が正式なものとなり、監督者評議会の構成が完了した。法律制定の責務を今日まで負ってきた革命評議会の任務も終了する。 | 」 |

評議会員のうちモタッハリー、ターレガーニー、バーホナル、ベヘシュティー、‌ガラニーらは革命成就後のごく初期に死去ないし殺害されている。また、バーザルガーン、ハーッジセイイェド・ジャヴァーディー、ヤドッラー・サハービー、エッザトッラー・サハービー、ゴトブザーデ、バニーサドル‌‌、モイーンファル、ペイマーンなど残る大部分の評議員もイスラーム共和国体制下で失脚した。

## 文献
- Cahoon, Ben M. (2000年). “Iran”. World Statesmmen.   worldstatesmen.org. 2011年10月2日閲覧。
- “شورای انقلاب و پایه‌گذاران مغضوب جمهوری اسلامی”. دویچه وله. (2010年1月12日) 2011年10月8日閲覧。
- حسینیان , روح الل (2008年). “چرا و چگونه بازرگان به نخست وزیری رسید؟”.  مرکز اسناد انقلاب اسلامی. 2011年10月2日閲覧。
- Keddie, Nikki (2003), Modern Iran: Roots and Results of Revolution, New Haven: Yale University Press, ISBN 0300098561
- Moin, Baqer (2000), Khomeini: Life of the Ayatollah, New York: Thomas Dunne Books, ISBN 0312264909
- Momen, Moojan (1985), An Introduction to Shi'i Islam, New Haven: Yale University Press, ISBN 0300035314
- Shaul, Bakhash (1984), Reign of the Ayatollahs, New York: Basic Books, OCLC 562633090
- 富田健次、1993、『アーヤトッラーたちのイラン——イスラーム統治体制の矛盾と展開』、第三書館 ISBN 4807493485
- 吉村慎太郎、2005、『イラン・イスラーム体制とは何か——革命・戦争・改革の歴史から』、書肆心水 ISBN 4902854090
- مجله سروش، یادنامه شهید مطهری، اردیبهشت ۱۳۶۲
- تشکیل شورای انقلاب مرکز اسناد انقلاب اسلامی
- کتاب روزها و رویدادها، مرکز فرهنگی تربیتی نور ولایت، ۱۳۷۹
- انقلاب اسلامی از نگاه دیگران، وحید الزمان صدیقی، انتشارات اطلاعات
- گفتگو با عزت الله سحابی در روزنامه شرق